# Xanthorhoe hortulanaria
Xanthorhoe hortulanaria là một loài bướm đêm trong họ Geometridae.